# Гумпрехт, Андре
Андре Гумпрехт (нем. André Gumprecht; род. 26 ноября 1974, Йена, Тюрингия, ФРГ) — немецкий футболист, играет на позиции центрального атакующего полузащитника. Большую часть футбольной карьеры провел в Австралии. В настоящее время является игроком и тренером полупрофессионального австралийского футбольного клуба Kahibah FC.

### Карьера игрока
Юниором Андре Гумпрехт начал свою футбольную карьеру в местном клубе родного города Йена — «Карл Цейсс», а затем перешел в «Байер» Леверкузен. В 1993 году Гумпрехт переехал в Италию — в футбольный клуб «Лечче». После 16 матчей в двух сезонах футболист вернулся в Германию и присоединился в «Виктории» из Кельна.
В 2004 году Андре Гумпрехт перешел в «Уорриорс» из Сингапура. А в 2005 году присоединился к австралийской команде «Сентрал Кост Маринерс» — немец был признан лучшим игроком клуба в сезоне 2005-06 .
В январе 2010 года, будучи игроком «Сиднея Олимпик», объявил о завершении футбольной карьеры 16 июня 2010 года.

### Тренерская карьера
В мае 2010 года Гумпрехт был назначен новым главным тренером Sydney Olympic, но уже 16 июня, спустя месяц, он ушел из клуба и как тренер, и как игрок.
В сентябре 2012 года в другом австралийском клубе Woongarrah Wildcats объявили, что Гумпрехт будет назначен одним из членов тренерского штаба. В октябре 2014 года немец был объявлен новым тренером полупрофессионального австралийского футбольного клуба Kahibah FC, в котором на тот момент числился и как футболист.

## Достижения
«Сентрал Кост Маринерс»
- Победитель Чемпионата Австралии по футболу 2007/08

«Перт Глори»
- Победитель Чемпионата Австралии по футболу 2002/03

Индивидуальные награды
- «Сентрал Кост Маринерс»: Игрок года 2005/06